# 歐斯洛可舒能

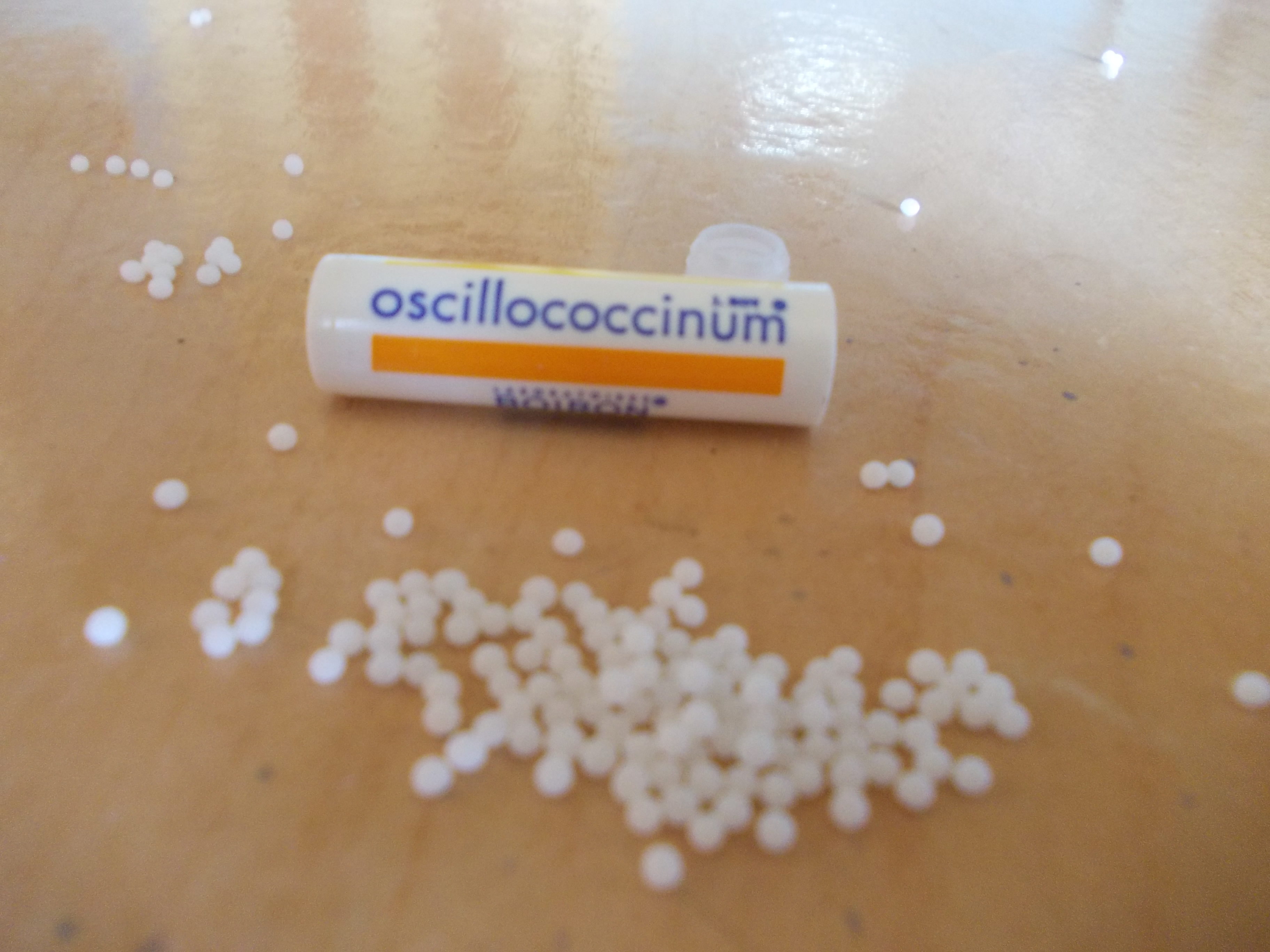
https://boironasia.com/storage/uploads/product_images/oscillococcinum/blank-dose_open_with-globules.jpg

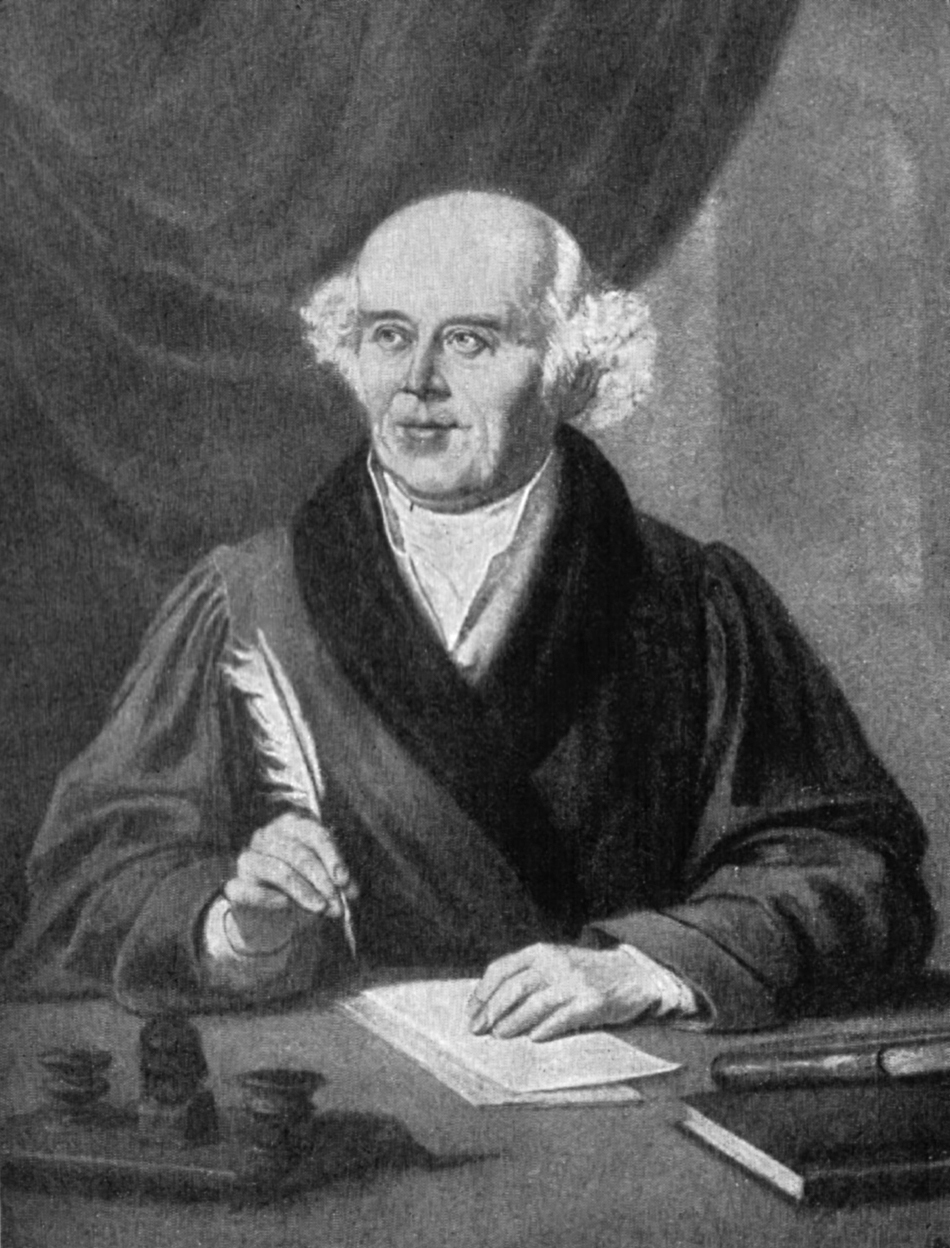
山姆·赫尼曼

歐斯洛可舒能（原名oscillococcinum）是法國布瓦宏(Boiron)藥廠生產的順勢療法流行性感冒藥。在法國已有銷售超過70年以上的時間，並在全世界50個以上的國家有銷售，有些國家已取得藥證，以OTC藥品銷售，例如美國、法國；也有一些國家因其稀釋過後可驗出成分微量，以食品銷售。有支持其效用的臨床實驗，也有部分研究對順勢療法提出質疑。其宣稱有效成份為疣鼻棲鴨(又稱紅臉番鴨)的鴨肝及鴨心，是以順勢療法的特殊稀釋震盪方式，每次以100倍的比率稀釋，並且每次稀釋時需加以震盪，這樣連續稀釋200次，也就是相當於稀釋到10的負400次方倍來製成其主成分。
歐斯洛可舒能用以治療流行性感冒及其症狀(發燒、發冷、頭痛、全身酸痛)。不會引起昏睡，並且沒有已知的藥物相互作用。 一旦出現類流感初始症狀，一日服用2-3劑。日常保健或類流感高發期時，一週服用1劑。超過五十個國家有此藥物供應，於法國尤其受歡迎，在當地將近九成的人都知道歐斯洛，還曾獲得OTC流感類商品的第一品牌，在美國也連續十四年獲得藥師推薦流感類第一品牌。

## 源故與歷史
法國醫生Joseph Roy (1891-1978)，在1917年西班牙大流感流行期間行軍時，首創"歐斯洛可舒能"一詞。Roy在檢查流感病人血液時，發現血液中有奇怪的微生物：一種由兩個異球體組成的細菌，並以快速震動。他將其命名為"oscillococci"。Roy宣稱他在淋病，水痘和帶狀皰疹患者的血液中亦找到同樣的細菌。 他認為這亦是其他諸如濕疹, 風濕, 結核, 麻疹和癌症等疾病的成因。 此細菌從未獨立地被其他研究者發現過，所以到目前為此Roy看到的到底是什麼，現在都沒有人知道。
當確信自己在癌症病人的血液中有同樣發現時，Roy以類疫苗的療法疹治病人，但並不成功。 而醫學界及後亦否定了他的"通病菌"理論。例如風濕就並非由細菌引起，而麻疹則是由當時的光學顯微鏡所無法觀察的病毒引起。
Roy 嘗試在多種動物身上找尋這種"細菌"，最後確信他在長島野鴨的肝臟中找到了。 而現代製藥時則是使用疣鼻棲鴨 (詳見藥物備製)。
歐斯洛可舒能被用於治療傷風及感冒，於2000年是法國十大暢銷藥物，媒體亦廣泛報道。 直至2008年在美國銷售額達一千五百萬美元, 亦流行於歐洲大陸。

## 製備藥物
一公克裝的歐斯洛可舒能成份列表如下：
- 有效成分: Anas Barbariae Hepatis et Cordis Extractum (疣鼻棲鴨 肝心抽取物) 200CK HPUS 1×10−400 g[10]
- 非有效成分：0.85 g 蔗糖, 0.15 g 乳糖 (100% 糖[11])

200CK 代表有效成分經過200次 稀釋. 每次稀釋比例為1:100， 即第一次稀釋完後溶液中含有百分之一的有效成份，第二次代表有萬分之一的成份，如此類推。 「K」代表用 Korsakovian 法稀釋。此法並非量出準確百分之一的溶液，而是把容器清空，加入溶劑，再猛烈搖晃 ，並假設每次都殘留有百分之一的溶液。 200C 稀釋度極端得使藥物中根本沒有任何有效成份。 數學上說，要使藥物中有可能含有一個原子的有效物質, 病人需服用的藥物收量，大概為整個宇宙所有物質總和的 10321 倍。
在美國，根據1938年《聯邦食品藥物及化妝品條例》，唯有其成份於美國順勢療劑藥典(HPUS,The Homœopathic Pharmacopœia of the United States)中列明HPUS （页面存档备份，存于） ，並根據其指引製備的藥物才能以順勢療劑之名義出售。需要注意，條中指出 "即使藥品符合HPUS, USP, 或 NF的規定，並不代表它是安全及有效的，亦不能包裝它成列出以外之用途。"
歐斯洛可舒能一般並無害。布瓦宏製藥的發言人 Gina Casey 被問到含鴨肝鴨心的藥物是否安全時，她回答：「當然安全，因為原物質經過高度稀釋，轉換為能量後，原物質已微量不可測。」

## 各國銷售量
- 俄羅斯：在2009年(H1N1發生年)是全國所有藥物銷售榜的第3名，2010年是第12名(威爾剛是第3名)銷售金額為1,801,000,000盧布2010俄羅斯藥品銷售報告[15]
- 法國：在2009年根據IMS data統計，是所有藥物銷售量的第3名，是OTC藥物的第1名[16]法國藥物市場 （页面存档备份，存于）
- 美國：歐斯洛可舒能每年估計的銷售金額是2千萬美金[17]Chicago Tribune （页面存档备份，存于）

## 研究爭議
與大多數研究一樣,順勢療法的研究有正有反。支持者(Cherry-pick)支持其觀點的研究宣傳。Klaus Linde 及同濟指出有關替代療法(包括順勢療法)的研究普遍有重大缺乏,通常為對分配隐藏及退出研究方面之缺乏。他們再指出在總結評分 Summary score,順勢療法只得2.33分, 平均值為3.12。  Klaus Linde 及同濟於另一研究中發現,隨機及雙盲的順勢研究,得出的正面結果的可能明顯比其他研究為低。總結評分愈低的研究,愈有可能得出正面結果。 亦即是說隨著研究的嚴緊度下降,就愈有可能得出支持順勢療法的結論。於對順勢療法的系統綜述(systematic review)進行的系統綜述中,再次總結出並未有證據證明此療法有效,其所用療劑亦然。
總括而言，就像以往的新興研究，其研究結果具有爭議在功效存在之證據。最多不過為安慰劑。

## 正面研究
- 2018 年有研究利用義大利健保局資料分析455位患者發現，有呼吸道症狀的病人若有服用歐斯洛可舒能和一般僅用西藥治療的病人比較，服用歐斯洛可舒能的病人明顯降低了國家健保費用的支出，代表歐斯洛可舒能降低了病程嚴重性及預防了流感的併發症。[21]
- Ferley 於1989年發表的478人臨床研究顯示順勢療法有效性，是正面肯定歐斯洛可舒能效用的SCI級別學術報告。[1]
- Papp 於1998年發表的歐斯洛可舒能隨機雙盲臨床試驗，結果顯示對類流感症狀有正面的效果性。[22]但要注要的是研究是發表在英國順勢療法期刊上，而不是一般醫學期刊，(該期刊後來改名為Homeopathy，專門刊登有關順勢療法領域的研究，但仍是SCI級別的醫學期刊。)
- 在法國一項調查，在H1N1流行期間，病人看順勢醫師和傳統對抗療法醫師，滿意度調查的結果顯示，兩邊的醫師若處方中有開oscillococcinum(歐斯洛可舒能)且不開撲熱息痛的時候，病人非常滿意的比率會較高。[23]
- 有研究指，在兩個被評為「低質素」的臨床測試中，在感冒的前48小時服用歐斯洛可舒能，有減緩感冒的效果與安慰劑比較有7.7%的差異，但到了第3天至第5天則與安慰劑差異不大。[6][24]The cochrane library （页面存档备份，存于）

## 名人愛用
- 金·凱瑞在拍攝<波普先生的企鵝 Mr.Popper's Penguins>這部電影的時候，因環境要調到2~4度，企鵝才能生存，當記者問到他說都如何度過這樣的低溫時刻，金凱瑞表示一直都吃oscillococcinum(歐斯洛可舒能)[25]TeenHollwood
- 珍·西摩兒Jane Seymour及夫婿James Keach[26]